# Kaposvári Közlekedési Zrt.
Az önkormányzati tulajdonú Kaposvári Közlekedési Zrt. (2015 ősze előtt: Kaposvári Tömegközlekedési Zrt.) bonyolítja le Kaposvár tömegközlekedését 27 autóbuszvonalon, naponta átlagban 42 000 fő utazását biztosítva.

## Történet
A rendszerváltás előtt a Kapos Volán látta el Kaposvár közösségi közlekedését. Az 1990-es évek elején Kaposvár tömegközlekedésének biztosítására önálló társaság jött létre, amely 1994-ben alakult jelenlegi tulajdonszerkezetében részvénytársasággá. Ez a vállalat a mai Kaposvári Közlekedési Zrt., mely az ország közösségi közlekedési hálózatának részeként meghatározó szerepet tölt be Kaposvár Megyei Jogú Város tömegközlekedésében. Ma Kaposvár egyike annak a kilenc magyar városnak, amelynek saját közlekedési vállalata van.
2017-ben kezdődött meg a Cser városrészben, a Cseri úton található új telephely építése, amely várhatóan 2018-ra készül el. Itt egy helyszínen tudják majd a buszokat tárolni, karbantartani, szervizelni, tankolni és vizsgáztatni is. Korábban ezekre különféle helyszíneket, esetenként külső vállalkozók munkáját kellett igénybe venni. A telephely ellátását megújuló energiaforrások segítik.

## Járműpark

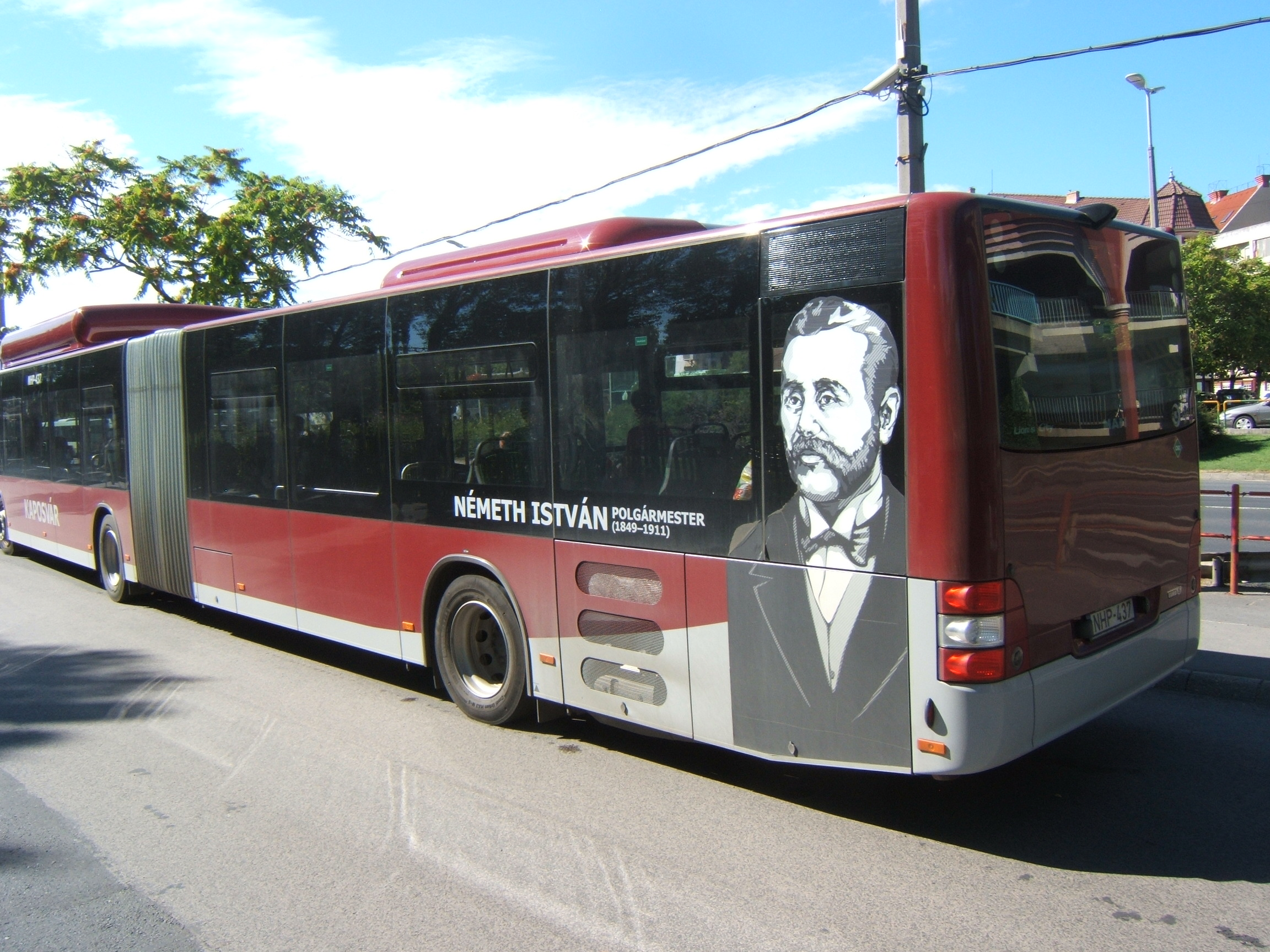
Egy kaposvári busz 2017-ben

A Kaposvári Közlekedési Zrt. járműparkja 40 db autóbuszból áll, amiből 25 db szóló, 15 pedig csuklós kivitelű. A járművek típusai MAN Lion's City A21, MAN Lion's City GL és Ikarus 120e. Ezek jellegzetesen bordó színűek. A csuklós buszok főként a sűrűn lakott városrészekben és a szélesebb utakon, a szólóbuszok a családi házas övezetekben és a szűkebb utcákban közlekednek. Az összes járművet 2015-ben állították forgalomba. Ezek az alacsony padlós buszok babakocsik és mozgássérültek szállítására is alkalmasak. A gázzal üzemelő MAN buszokat Törökországban szerelték össze. A buszok cseréje előtt a kaposvári buszállomány átlagos életkora meghaladta a 17 évet, a járművek átlagos futásteljesítménye pedig a 800 ezer kilométert. 2021-ben 2 db elektromos buszra írtak ki közbeszerzést, a nyertes az Ikarus lett a 120e típussal. A járművek 2022 február végén érkeztek meg Kaposvárra, majd a sikeres műszaki átvételt követően március 5-én délelőtt hivatalosan is bemutatkoztak a nagyközönségnek

## Híres, Kaposvárhoz kötődő személyek arcképei a buszokon
Amikor 2015-ben új buszok érkeztek a városba, egyúttal elindult egy ismeretterjesztő program is, amelynek során minden buszra egy-egy híres, Kaposvárhoz kötődő ember arcképe kerül fel, az utastérben elhelyezett képernyőn pedig a busz útvonalán kívül az adott személy rövid életrajzát is kiírják. Hogy kik kerüljenek fel a buszokra, arról többségében világhálós szavazással a lakosság dönthetett.
Eddig a következő emberek arcképei kerültek fel a buszokra:
| Név                 | Születése | Halála | Ki volt?                                                               | Mikortól látható a buszon? | A busz rendszáma |
| ------------------- | --------- | ------ | ---------------------------------------------------------------------- | -------------------------- | ---------------- |
| Csik Ferenc         | 1913      | 1945   | olimpiai bajnok úszó, orvos, lapszerkesztő                             | 2015. november             | NHP-412          |
| Guba Sándor         | 1927      | 1984   | mezőgazdász, főiskolai igazgató                                        | 2015. november             | NHP-401          |
| Kaposi Mór          | 1837      | 1902   | orvos, bőrgyógyász, egyetemi tanár                                     | 2015. november             | NHP-410          |
| Kaposváry György    | 1886      | 1954   | polgármester                                                           | 2015. november             | NHP-440          |
| Rippl-Rónai József  | 1861      | 1927   | festőművész                                                            | 2015. november             | NHP-416          |
| Esterházy Pál       | 1635      | 1713   | nádor, gróf, birodalmi herceg                                          | 2016. április              | NHP-402          |
| Fekete István       | 1900      | 1970   | író                                                                    | 2016. április              | NHP-404          |
| Németh István       | 1849      | 1911   | polgármester                                                           | 2016. április              | NHP-437          |
| Rigó Jancsi         | 1858      | 1927   | cigányprímás                                                           | 2016. április              | NHP-403          |
| Takáts Gyula        | 1911      | 2008   | költő                                                                  | 2016. április              | NHP-405          |
| Baka József         | 1933      | 2004   | alpolgármester, egyetemi gazdasági igazgató                            | 2016. október              | NHP-411          |
| Bene Ferenc         | 1944      | 2006   | olimpiai bajnok labdarúgó                                              | 2016. október              | NHP-407          |
| Bors István         | 1938      | 2003   | szobrász                                                               | 2016. október              | NHP-408          |
| Komor István        | 1926      | 1974   | rendező, színházigazgató                                               | 2016. október–november     | NHP-409          |
| Somssich Pál        | 1811      | 1888   | a magyar képviselőház elnöke                                           | 2016. október              | NHP-406          |
| Bereczk Sándor      | 1856      | 1945   | városi főmérnök                                                        | 2016. május–június         | NHP-422          |
| Czibor Zoltán       | 1929      | 1997   | olimpiai bajnok labdarúgó                                              | 2016. május–június         | NHP-413          |
| Martyn Róbert       | 1904      | 1999   | orvos, „a hegyi tanár”                                                 | 2016. május–június         | NHP-439          |
| Noszlopy Gáspár     | 1820      | 1853   | honvédőrnagy, 1848–49-es szabadságharcos                               | 2016. május–június         | NHP-419          |
| Vaszary János       | 1867      | 1939   | festőművész, grafikus                                                  | 2016. május–július         | NHP-438          |
| Donner János        | 1824      | 1879   | serfőzőmester, a Donner városrész alapítója                            | 2017. március–április      | NHP-415          |
| Gönczi Ferenc       | 1861      | 1948   | néprajzkutató, a kaposvári múzeum néprajzi gyűjteményének megalapozója | 2017. március–április      | NHP-435          |
| Juan Gyenes         | 1912      | 1995   | a spanyol királyi udvar fényképésze                                    | 2017. március              | NHP-414          |
| Nagy Imre           | 1896      | 1958   | politikus, az 1956-os forradalomban a Minisztertanács elnöke           | 2016. október              | NHP-429          |
| Szalay Fruzsina     | 1864      | 1926   | költő, műfordító                                                       | 2017. március–április      | NHP-436          |
| Adorján József      | 1894      | 1976   | úszóedző                                                               | 2017. március–április      | NHP-428          |
| Hoss József         | 1881      | 1969   | plébános                                                               | 2017. március–május        | NHP-423          |
| Kisfaludy Atala     | 1836      | 1911   | költőnő                                                                | 2017. március–április      | NHP-426          |
| Lamping József      | 1881      | 1939   | építész                                                                | 2017. március–április      | NHP-421          |
| Roboz István        | 1826      | 1916   | újságíró, költő, királyi tanácsos                                      | 2017. március–április      | NHP-420          |
| Duráczky József     | 1909      | 1993   | gyógypedagógus                                                         | 2017. szeptember–október   | NHP-427          |
| Gyergyai Albert     | 1893      | 1981   | író, irodalomtörténész                                                 | 2017. szeptember–október   | NHP-425          |
| Kónyi Manó          | 1842      | 1917   | országgyűlési gyorsíró                                                 | 2017. szeptember–október   | NHP-417          |
| Papp Árpád          | 1937      | 2010   | tanár, költő, irodalomtörténész                                        | 2017. szeptember–október   | NHP-418          |
| Szigeti-Gyula János | 1840      | 1900   | főorvos, kórházigazgató                                                | 2017. szeptember–október   | NHP-424          |